# Metropolregion Porto
Die Metropolregion Porto (portugiesisch: Área Metropolitana do Porto, kurz AMP) ist eine portugiesische Metropolregion und Subregion im Südwesten der Region Norte. Im Jahr 2021 verzeichnete die Subregion 1.737.395 Einwohner, ist damit die zweit meist bevölkerte Subregion des Landes, und eine Bevölkerungsdichte von 851 Einwohnern pro km2. Die Metropolregion hat eine Fläche von 2.042 km2, welche sich in 17 Kreise und 173 Gemeinden unterteilen lässt. Die Hauptstadt ist die Stadt Porto, mit 231.962 Einwohnern, was sie zur größten Stadt der Subregion und der Region Norte macht. Sie grenzt im Süden an die Subregionen Região de Aveiro und Viseu Dão-Lafões, im Osten an die Subregion Tâmega e Sousa, im Norden an die Subregion Ave und Cávado und im Westen an den Atlantischen Ozean.
Porto und die Metropolregion Porto bilden den territorialen Kern der Região Norte (mit einer Fläche von 21.278 km², d. h. 24 % des Kontinents – und einer Bevölkerung von 3 588 701 Einwohnern gemäß der Volkszählung 2021, was 37 % des portugiesischen Festlands und 35 % des portugiesischen Nationalstaats entspricht und somit die bevölkerungsreichste Region (NUTS II) Portugals ist). Die Metropolregion Porto ist der am stärksten industrialisierte Teil der Região Norte, in der Küstenzone, wo die meisten der wichtigsten Wirtschaftsgruppen des Landes angesiedelt sind, wie z. B. Altri, die Amorim/Corticeira Amorim-Gruppe, Banco BPI, BIAL, EFACEC, Frulact, Lactogal, Millennium BCP, Porto Editora, Sonae, Unicer oder die RAR-Gruppe. Der portugiesische Unternehmerverband hat seinen Sitz in Porto. Die Região Norte ist die einzige portugiesische Region, die mehr exportiert als sie importiert.
Porto und sein Umland, das als Metropolregion Porto bezeichnet wird, ist das sozial-ökonomisch bedeutendste Stadtgebiet der Região Norte und der Euroregion Galicien-Nordportugal und verfügt über einen modernen Flughafen (Flughafen Francisco Sá Carneiro), modernen Bahnhof (Bahnhof Porto-Campanhã) und einen modernen Hafen, dem Porto de Leixões, wobei die Mobilität in der Stadt durch die Metro do Porto, die Sociedade de Transportes Colectivos do Porto, die CP-Comboios de Portugal, sowie durch mehrere private Busunternehmen gewährleistet wird. Einige der wichtigsten Busbahnhöfe im Stadtgebiet von Porto ist der Busbahnhof Campo 24 de Agosto, der Busbahnhof Parque das Camélias (Stadt Porto), die Verkehrszentrale Arouca und die Verkehrszentrale São João da Madeira.

## Kreise
- Arouca
- Espinho
- Gondomar
- Maia
- Oliveira de Azeméis
- Paredes
- Porto
- Póvoa de Varzim
- Santa Maria da Feira
- Santo Tirso
- São João da Madeira
- Trofa
- Vale de Cambra
- Valongo
- Vila do Conde
- Vila Nova de Gaia

## Bevölkerung

### Kreise
Die Volkszählung 2021 zeigt, dass in der Metropolregion die Einwohnerzahl auf 1.737.395 gesunken ist, im Vergleich zu dem Jahr 2011, wo die Einwohnerzahl bei 1.759.524 lag und im Jahre 2001, wo die Einwohnerzahl bei 1.730.852 lag. Vila Nova de Gaia, Valongo, Vila do Conde, Póvoa de Varzim und São João da Madeira sind die einzigen der 17 Kreise, die einen Anstieg verzeichneten, hingegen die anderen 12 Kreise eine Minderung verzeichneten.
| Einwohnerzahl aller 17 Kreise der Metropolregion Porto | Einwohnerzahl aller 17 Kreise der Metropolregion Porto | Einwohnerzahl aller 17 Kreise der Metropolregion Porto | Einwohnerzahl aller 17 Kreise der Metropolregion Porto | Einwohnerzahl aller 17 Kreise der Metropolregion Porto | Einwohnerzahl aller 17 Kreise der Metropolregion Porto |
| Kreis                                                  | Einwohner                                              | Einwohner                                              | Einwohner                                              | Fläche in km2                                          | Bevölkerungs- dichte pro km2                           |
| Kreis                                                  | 2001                                                   | 2011                                                   | 2021                                                   | Fläche in km2                                          | Bevölkerungs- dichte pro km2                           |
| ------------------------------------------------------ | ------------------------------------------------------ | ------------------------------------------------------ | ------------------------------------------------------ | ------------------------------------------------------ | ------------------------------------------------------ |
| Vila Nova de Gaia                                      | 288.749                                                | 302.298                                                | 304.149                                                | 168,4 km2                                              | 1806                                                   |
| Porto                                                  | 263.131                                                | 237.591                                                | 231.962                                                | 41,4 km2                                               | 5602                                                   |
| Matosinhos                                             | 167.026                                                | 175.478                                                | 172.669                                                | 62,4 km2                                               | 2767                                                   |
| Gondomar                                               | 164.096                                                | 168.027                                                | 164.255                                                | 131,8 km2                                              | 1246                                                   |
| Santa Maria da Feira                                   | 135.964                                                | 139.309                                                | 136.720                                                | 215,8 km2                                              | 633                                                    |
| Maia                                                   | 120.111                                                | 135.306                                                | 134.959                                                | 82,9 km2                                               | 1627                                                   |
| Valongo                                                | 86.005                                                 | 93.858                                                 | 94.795                                                 | 75,1 km2                                               | 1262                                                   |
| Paredes                                                | 83.376                                                 | 86.854                                                 | 84.414                                                 | 156,7 km2                                              | 538                                                    |
| Vila do Conde                                          | 74.391                                                 | 79.533                                                 | 80.921                                                 | 149,0 km2                                              | 543                                                    |
| Santo Tirso                                            | 72.396                                                 | 71.530                                                 | 67.785                                                 | 136,6 km2                                              | 496                                                    |
| Oliveira de Azeméis                                    | 70.721                                                 | 68.611                                                 | 66.212                                                 | 161,3 km2                                              | 410                                                    |
| Póvoa de Varzim                                        | 63.470                                                 | 63.408                                                 | 64.320                                                 | 82,2 km2                                               | 782                                                    |
| Trofa                                                  | 37.581                                                 | 38.999                                                 | 38.612                                                 | 72,0 km2                                               | 536                                                    |
| Espinho                                                | 33.701                                                 | 31.786                                                 | 31.027                                                 | 21,0 km2                                               | 1477                                                   |
| São João da Madeira                                    | 21.102                                                 | 21.713                                                 | 22.162                                                 | 7,9 km2                                                | 2805                                                   |
| Vale de Cambra                                         | 24.805                                                 | 22.864                                                 | 21.279                                                 | 147,3 km2                                              | 144                                                    |
| Arouca                                                 | 24.227                                                 | 22.359                                                 | 21.154                                                 | 329,1 km2                                              | 64                                                     |
| Metropolregion Porto                                   | 1.730.852                                              | 1.759.524                                              | 1.737.395                                              | 2.042 km2                                              | 851                                                    |

### Städte
Die Volkszählung 2021 zeigt, dass die Einwohnerzahl aller Menschen, die in der Metropolregion in einer offiziellen Stadt wohnen auf 1.029.347 gesunken ist, im Vergleich zu dem Jahr 2011, wo die Einwohnerzahl bei 1.049.686 lag. Porto, Gondomar, Matosinhos, Trofa, Senhora da Hora, Oliveira de Azeméis, Santo Tirso, Valbom, Alfena, Lordelo, Lourosa und Gandra sind die einzigen der 26 Städte, die einen Minderung verzeichneten, hingegen die anderen 14 Städte einen Anstieg verzeichneten.
| Einwohnerzahl aller 26 Städte der Metropolregion Porto | Einwohnerzahl aller 26 Städte der Metropolregion Porto | Einwohnerzahl aller 26 Städte der Metropolregion Porto | Einwohnerzahl aller 26 Städte der Metropolregion Porto | Einwohnerzahl aller 26 Städte der Metropolregion Porto | Einwohnerzahl aller 26 Städte der Metropolregion Porto |
| Stadt                                                  | Kreis                                                  | Einwohner                                              | Einwohner                                              | Fläche in km2                                          | Bevölkerungs- dichte pro km2                           |
| Stadt                                                  | Kreis                                                  | 2011                                                   | 2021                                                   | Fläche in km2                                          | Bevölkerungs- dichte pro km2                           |
| ------------------------------------------------------ | ------------------------------------------------------ | ------------------------------------------------------ | ------------------------------------------------------ | ------------------------------------------------------ | ------------------------------------------------------ |
| Porto                                                  | Porto                                                  | 237.591                                                | 213.962                                                | 41,42 km2                                              | 5165                                                   |
| Vila Nova de Gaia                                      | Vila Nova de Gaia                                      | 186.502                                                | 188.443                                                | 56,22 km2                                              | 3351                                                   |
| Gondomar                                               | Gondomar                                               | 71.729                                                 | 69.172                                                 | 47,40 km2                                              | 1797                                                   |
| Rio Tinto                                              | Gondomar                                               | 64.815                                                 | 65.473                                                 | 15,04 km2                                              | 4353                                                   |
| Póvoa de Varzim                                        | Póvoa de Varzim                                        | 48.253                                                 | 49.690                                                 | 29,24 km2                                              | 1699                                                   |
| Matosinhos                                             | Matosinhos                                             | 49.486                                                 | 49.046                                                 | 11,28 km2                                              | 4348                                                   |
| Maia                                                   | Maia                                                   | 40.134                                                 | 40.535                                                 | 10,80 km2                                              | 3753                                                   |
| Ermesinde                                              | Valongo                                                | 38.798                                                 | 39.095                                                 | 7,65 km2                                               | 5110                                                   |
| Vila do Conde                                          | Vila do Conde                                          | 30.941                                                 | 31.699                                                 | 8,94 km2                                               | 3545                                                   |
| São Mamede de Infesta                                  | Matosinhos                                             | 23.122                                                 | 28.819                                                 | 5,21 km2                                               | 5531                                                   |
| Valongo                                                | Valongo                                                | 23.935                                                 | 25.883                                                 | 24,10 km2                                              | 1073                                                   |
| São João da Madeira                                    | São João da Madeira                                    | 21.713                                                 | 22.144                                                 | 7,94 km2                                               | 2788                                                   |
| Trofa                                                  | Trofa                                                  | 21.585                                                 | 21.375                                                 | 27,48 km2                                              | 777                                                    |
| Senhora da Hora                                        | Matosinhos                                             | 27.747                                                 | 21.019                                                 | 3,80 km2                                               | 5531                                                   |
| Oliveira de Azeméis                                    | Oliveira de Azeméis                                    | 20.760                                                 | 20.672                                                 | 25,95 km2                                              | 796                                                    |
| Santo Tirso                                            | Santo Tirso                                            | 21.538                                                 | 20.595                                                 | 23,24 km2                                              | 886                                                    |
| Paredes                                                | Paredes                                                | 19.834                                                 | 20.591                                                 | 21,51 km2                                              | 957                                                    |
| Santa Maria da Feira                                   | Santa Maria da Feira                                   | 18.194                                                 | 19.792                                                 | 23,52 km2                                              | 841                                                    |
| Valbom                                                 | Gondomar                                               | 16.407                                                 | 16.011                                                 | 4,39 km2                                               | 3647                                                   |
| Alfena                                                 | Valongo                                                | 15.211                                                 | 14.439                                                 | 15,70 km2                                              | 919                                                    |
| São João de Ver                                        | Santa Maria da Feira                                   | 10.579                                                 | 11.029                                                 | 16,31 km2                                              | 676                                                    |
| Espinho                                                | Espinho                                                | 9.832                                                  | 10.434                                                 | 1,77 km2                                               | 554                                                    |
| Lordelo                                                | Paredes                                                | 10.025                                                 | 9.107                                                  | 9,25 km2                                               | 984                                                    |
| Lourosa                                                | Santa Maria da Feira                                   | 8.636                                                  | 8.005                                                  | 5,77 km2                                               | 1387                                                   |
| Gandra                                                 | Paredes                                                | 6.974                                                  | 6.967                                                  | 12,06 km2                                              | 577                                                    |
| Vale de Cambra                                         | Vale de Cambra                                         | 5.345                                                  | 5.350                                                  | 13,29 km2                                              | 402                                                    |
| Einwohnerzahl aller Städte der Metropolregion Porto    | Einwohnerzahl aller Städte der Metropolregion Porto    | 1.049.686                                              | 1.029.347                                              | 469,28 km2                                             | 2363                                                   |

### Jugendliche
Der Prozentsatz junger Einwohner in der Metropolregion Porto liegt mit 13,1 % über dem Durchschnitt der nördlichen Region mit 12,5 % und leicht unter dem nationalen Durchschnitt von 13,5 %. Die Kreise Vila do Conde, Paredes, Valongo und Maia verzeichneten einen Anteil von mehr als 14 %, was über den 13,1 % der Metropolregion von Porto, den 12,5 % der nördlichen Region und den 13,5 % auf nationaler Ebene liegt.

### Senioren
Die Volkszählung 2021 zeigt, dass 21,1 % der Einwohner in der Metropolregion von Porto ältere Menschen sind, was leicht unter dem regionalen Durchschnitt mit 21,2 % und unter dem nationalen Durchschnitt mit 22,3 % liegt. Der Kreis Porto verzeichnete mit 28,6 % den höchsten Prozentsatz von Senioren, der über dem Durchschnitt der Metropolregion Porto liegt.

### Ausländer
3 % der in der Metropolregion lebenden Bevölkerung sind Ausländer, was über dem regionalen Durchschnitt mit 2,5 % und unter dem nationalen Durchschnitt mit 6,4 % liegt. Der Kreis Porto verzeichnet mit 7,9 % den höchsten Prozentsatz und lag damit über dem Durchschnitt der metropolregion, regional und national.

## Wirtschaft

### Wichtigste Arbeitgeberbereiche
Der Sektor mit den meisten Beschäftigten ist die Gewerbeindustrie mit 23,5 % aller Beschäftigten in der Metropolregion von Porto, gefolgt vom Handel mit 22,0 %, der Verwaltung mit 10,3 % und dem Gastgewerbe mit 8,1 %.

### Arbeitslosigkeit
Auf der Grundlage der Daten der Volkszählung 2021 lag die Arbeitslosenquote im Jahr 2020 bei 6,6 % und damit 0,4 % über dem regionalen Durchschnitt, der bei 6,2 % lag und 0,8 % über dem nationalen Durchschnitt, der 5,8 % betrug. Der Kreis Porto verzeichnete eine Arbeitslosenquote, die mit 9,2 % über dem Durchschnitt der Metropolregion Porto lag.

### Kaufkraft
Die Kaufkraft der Metropolregion Porto lag mit 105,1 über dem Durchschnitt der nördlichen Region von 93 und Portugals bei 100. Die Kreis Maia (110,6), São João da Madeira (130,6), Matosinhos (130,6) und Porto (154,0) übertreffen die durchschnittliche Kaufkraft der Metropolregion von Porto auf regionaler und nationaler Ebene.

### Löhne
Der durchschnittliche Monatsverdienst in der Metropolregion Porto lag 2019 bei 1.208,10 € und damit über dem regionalen Durchschnitt von 1.100,40 € und über dem nationalen Durchschnitt von 1.206,30 €. Nur die Kreise Arouca und Paredes verzeichneten ein Durchschnittsgehalt unter 1.000,00 €.

## Infrastrukturen

### Schienennetz

#### Nord-Linie
Die Linha do Norte (deutsch: Nord-Linie) ist die wichtigste Eisenbahnstrecke des Landes und hat eine große Bedeutung für die Mobilität der Metropolregion. Über die Brücke São João verbindet die Linie den Bahnhof Porto-Campanhã mit dem Süden der Metropolregion und mit allen anderen Regionen des Landes. Auf der Nordstrecke verkehren mehrere Arten von Personenbahnverbindungen, die von der staatlichen CP betrieben werden. Die S-Bahn-Linie „Linha de Aveiro“ verbindet den Bahnhof Porto-São Bento, an dem die meisten S-Bahn-Linien abfahren, mit Vila Nova de Gaia, Espinho und außerhalb der Metropolregion mit Ovar, Estarreja und als Endstation mit der Stadt Aveiro, der Hauptstadt der Unterregion Região de Aveiro, die in der Região Centro liegt. Im Stundentakt, in der Hauptverkehrszeit halbstündlich, verbindet sie die beiden Großstädte. Es gibt auch zusätzliche Verbindungen, wie z. B. Porto-Ovar, die ein größeres Angebot zwischen den beiden Städten Porto und Ovar bieten. Die Linie hat mehrere Haltestellen in Bahnhöfen und hält in großen städtischen Gebieten, hauptsächlich in dem Kreis Vila Nova de Gaia, wo man auf die Metro und auf mehrere Buslinien umsteigen kann. Es gibt auch mehrere Fernverkehrsverbindungen, wie z. B. mehrere Verbindungen von Interregio, Intercity und Alfa Pendular, die mehrere Städte der nördlichen Region über Porto mit Aveiro, Coimbra, Figueira da Foz, Santarém, Lissabon und Faro verbinden.

##### S-Bahn-Verbindungen
- Linha de Aveiro; Porto-São Bento–Aveiro
- Linha de Aveiro; Porto-São Bento–Ovar
- Linha de Aveiro; Porto-Campanhã–Aveiro

##### Interregio-Verbindungen
1 Interregio-Zug hält täglich am Bahnhof Porto-Campanhã, um in Richtung Süden und umgekehrt zu verkehren:
- IR 830: Valença–Figueira da Foz

##### Intercity-Verbindungen
9 Intercity-Züge fahren täglich am Bahnhof Porto-Campanhã ab oder halten dort, um Richtung Süden und umgekehrt zu verkehren:
- IC 520: Porto-Campanhã–Lissabon-Santa Apolónia
- IC 522: Porto-Campanhã–Lissabon-Santa Apolónia
- IC 524: Porto-Campanhã–Lissabon-Santa Apolónia
- IC 526: Porto-Campanhã–Lissabon-Santa Apolónia
- IC 528: Porto-Campanhã–Lissabon-Santa Apolónia
- IC 620: Guimarães–Lissabon-Santa Apolónia
- IC 720: Braga–Lissabon-Santa Apolónia
- IC 722: Braga–Lissabon-Santa Apolónia
- IC 730: Valença–Coimbra-B

##### Alfa Pendular-Verbindungen
Der Bahnhof Porto-Campanhã wird von 22 Alfa-Pendular-Verbindungen bedient, die mehrere Städte der nördlichen Region mit dem Rest des Landes verbinden.
| Alfa-Pendular-Verbindungen, ab Bahnhof Porto-Campanhã | Alfa-Pendular-Verbindungen, ab Bahnhof Porto-Campanhã | Alfa-Pendular-Verbindungen, ab Bahnhof Porto-Campanhã | Alfa-Pendular-Verbindungen, ab Bahnhof Porto-Campanhã |
| Ziel                                                  | Unterregion                                           | Dauer                                                 | Verbindungen pro Tag                                  |
| ----------------------------------------------------- | ----------------------------------------------------- | ----------------------------------------------------- | ----------------------------------------------------- |
| Braga                                                 | Cávado                                                | 38 min                                                | 8                                                     |
| Nine                                                  | Ave                                                   | 28 min                                                | 8                                                     |
| Vila Nova de Famalicão                                | Ave                                                   | 23 min                                                | 8                                                     |
| Guimarães                                             | Ave                                                   | 53 min                                                | 2                                                     |
| Vizela                                                | Ave                                                   | 44 min                                                | 2                                                     |
| Santo Tirso                                           | Área Metropolitana do Porto                           | 27 min                                                | 2                                                     |
| Trofa                                                 | Área Metropolitana do Porto                           | 19 min                                                | 2                                                     |
| Vila Nova de Gaia                                     | Área Metropolitana do Porto                           | 5 min                                                 | 22                                                    |
| Espinho                                               | Área Metropolitana do Porto                           | 24 min                                                | 4                                                     |
| Aveiro                                                | Região de Aveiro                                      | 49 min                                                | 22                                                    |
| Coimbra                                               | Região de Coimbra                                     | 1h 16min                                              | 22                                                    |
| Pombal                                                | Região de Leiria                                      | 1h 40min                                              | 4                                                     |
| Entroncamento                                         | Médio Tejo                                            | 2h 10min                                              | 4                                                     |
| Santarém                                              | Lezíria do Tejo                                       | 2h 26min                                              | 4                                                     |
| Lisboa-Oriente                                        | Área Metropolitana de Lisboa                          | 2h 51min                                              | 22                                                    |
| Lisboa-Santa Apolónia                                 | Área Metropolitana de Lisboa                          | 2h 59min                                              | 18                                                    |
| Faro                                                  | Algarve                                               | 5h 51min                                              | 4                                                     |

#### Douro-Linie
Die Linha do Douro (deutsch: Douro-Linie) ist eine Eisenbahnstrecke, die Ermesinde mit dem Landesinneren der nördlichen Region verbindet, parallel zum Fluss Douro verläuft und eine wichtige Verbindung für den Tourismus in der Region darstellt. Innerhalb der Metropolregion verläuft sie durch die Kreise Porto, Gondomar, Valongo und Paredes. Er wird von S-Bahn-Linien bedient, die den Bahnhof Porto-São Bento mit Marco de Canaveses verbinden, oder zu Spitzenzeiten mit zusätzlichen Verbindungen nach Penafiel, die stündlich und zu Spitzenzeiten halbstündlich oder im  20-Minuten-Takt verkehren. Die Verbindungen werden von CP Urbanos do Porto verwaltet. Die Douro-Linie hat neben den Vorortverbindungen auch regionale und inter-regionale Verbindungen, die die Metropolregion mit Régua und Pocinho verbinden.

##### S-Bahn-Verbindungen
- Linha de Marco: Porto-São Bento–Marco de Canaveses
- Linha de Marco: Porto-São Bento–Penafiel

##### Regional-Verbindungen
10 Regionalzüge fahren täglich vom Bahnhof Porto-Campanhã ab oder halten dort, um in Richtung Osten zu fahren und umgekehrt:
- Regional 4000: Régua–Bahnhof Porto-Campanhã
- Regional 4001: Porto-São Bento–Régua
- Regional 4100: Régua–Marco de Canaveses
- Regional 4101: Marco de Canaveses–Régua
- Regional 4102: Régua–Marco de Canaveses
- Regional 4103: Marco de Canaveses–Régua
- Regional 4104: Régua–Marco de Canaveses
- Regional 4105: Marco de Canaveses–Régua
- Regional 4106: Régua–Marco de Canaveses
- Regional 4107: Marco de Canaveses–Régua

##### Interregio-Verbindungen
14 Interregio-Züge fahren täglich vom Bahnhof Porto-Campanhã ab oder halten dort, um in Richtung Osten zu fahren und umgekehrt:
- IR 860: Régua–Porto-São Bento
- IR 861: Porto-Campanhã–Pocinho
- IR 862: Pocinho–Porto-Campanhã
- IR 864: Régua–Porto-São Bento
- IR 865: Porto-São Bento–Pocinho
- IR 866: Pocinho–Porto-Campanhã
- IR 867: Porto-Campanhã–Régua
- IR 868: Pocinho–Porto-Campanhã
- IR 869: Porto-São Bento–Pocinho
- IR 871: Porto-São Bento–Régua
- IR 874: Régua–Porto-São Bento
- IR 875: Porto-Campanhã-Pocinho
- IR 876: Pocinho–Porto-São Bento
- IR 877: Porto-São Bento–Régua